# آن إلوود
آن إلوود (1796-24 فبراير 1873) كانت رحالة وكاتبة وكاتبة سيرة بريطانية. قيل إنها كانت أول امرأة تسافر برا من بريطانيا إلى الهند.